# فضاء خارجي

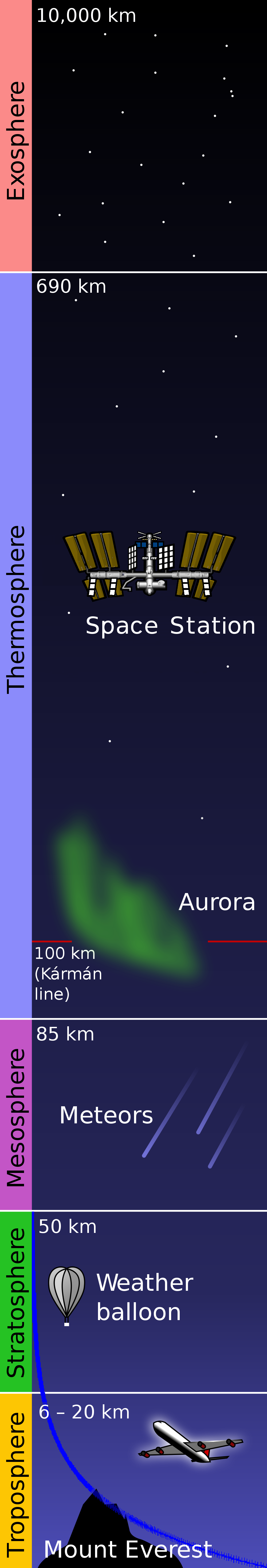
رسم تقريبي لطباق الحدود بين سطح الأرض والفضاء الخارجي عند خط كارمان.

الفضاء الخارجي هو الفراغ الموجود بين الأجرام السماوية، بما في ذلك كوكب الأرض. وهو ليس فارغًا تمامًا، ولكن يتكون من فراغ نسبي مكون من كثافة منخفضة من الجزيئات (الجسيمات)، في الغالب بلازما الهيدروجين والهيليوم، وكذلك الإشعاع الكهرومغناطيسي، المجالات المغناطيسية، والنيوترونات. أثبتت الملاحظات مؤخرا أنه يحتوي على المادة والطاقة المظلمة أيضًا. خط الأساس لدرجة الحرارة، والذي حدده الإشعاع المتبقي بسبب الانفجار الكبير، هو 2,7 كلفن. البلازما ذات الكثافة المنخفضة للغاية (أقل من ذرة هيدروجين واحدة في المتر المكعب) ودرجة الحرارة المرتفعة (ملايين درجات الكلفن) في الفضاء بين المجرات تحسب في أغلب مسألة الباريونية العادية في الفضاء الخارجي؛ وقد كُثِّفت تركيزات محلية إلى نجوم ومجرات. يشغل الفضاء بين المجرات حجمًا أكبر من الكون، وحتى المجرات والأنظمة النجمية معظمها يكون فراغًا والكواكب تشغل تقريبًا المساحة الفارغة.
ليس هناك حد معين يحدد بداية الفضاء الخارجي، ولكن بشكل عام فقد تم اعتماد خط (كارمان) الواقع على ارتفاع 100 كم (62 ميل) فوق مستوى سطح البحر كبداية للفضاء الخارجي وذلك من أجل تسجيل القياسات الجوية والمعاهدات والاتفاقيات المتعلقة بالفضاء. ولقد تم تأسيس الإطار العام لقانون الفضاء الدولي عن طريق اتفاقية الفضاء الخارجي والتي مررت عبر هيئة الأمم المتحدة عام 1967. وهذه الاتفاقية تحظر على أي دولة الإدعاء بالسيادة على الفضاء، وتسمح لجميع الدول باستكشاف الفضاء بحرية. أما في عام 1979 فوضعت اتفاقية القمر التي جعلت أسطح الكواكب والمدارات الفضائية حولها تحت سلطة المجتمع الدولي. حيث تم إضافة بنود أخرى للاتفاقية تتعلق بالاستخدام السلمي للفضاء الخارجي بإعداد من الأمم المتحدة ومع ذلك لم تحظر نشر الأسلحة في الفضاء، والتي من ضمنها الاختبارات الحية للصواريخ المضادة للأقمار الصناعية.
بدأ البشر في اكتشاف الفضاء الفيزيائي خلال القرن العشرين من خلال رحلات المناطيد الارتفاع، متبوعًا بإطلاق صواريخ فردية على مراحل متعددة. كان يوري قاقارين من الإتحاد السوفيتي أول من اكتشف مدار الأرض عام 1961م ومنذ ذلك الحين وصلت مركبات فضائية غير مأهولة إلى جميع الكواكب المعروفة في النظام الشمسي. وبسبب ارتفاع كلفة الوصول للفضاء، لم تتعدى الرحلات المأهوله حدود القمر. وفي عام 2012، أصبحت فوياجر 1 أول مركبة من صنع الإنسان تصل مجال البينجمي.
يستدعي الوصول إلى أدنى مدار حول الأرض لسرعة تصل إلى 28,100 كم/س (17.500 ميل في الساعة)، وهي أسرع بكثير من أي مركبة تقليدية. كما يشكل الفضاء الخارجي بيئة تحدي مناسبة لاكتشاف البشر وذلك مخاطر الفراغ المزدوج والإشعاع. ولانعدام الجاذبية تأثير ضار على وظائف الأعضاء البشرية مما يؤدي إلى ضمور العضلات وهشاشة العظام. ولقد اقتصرت رحلات الفضاء المأهولة على مدار الأرض المنخفض والقمر، وما جاور النظام الشمسي للرحلات غير المأهولة؛ وما تبقى من الفضاء الخارجي يظل متعذرًا على البشر خوضهُ باستثناء استخدامات التليسكوب.

## الاستكشاف
في سنة 350 قبل الميلاد، وضع الفيلسوف اليوناني أرسطو مقترح أن الطبيعة تمقت الفراغ، وأصبح هذا المبدأ يعرف باسم «رعب الفراغ» (باللاتينية: Horror vacu). بُنيَ هذا المفهوم على حجة علم الوجود في القرن الخامس قبل الميلاد من قِبل الفيلسوف اليوناني بارمنيدس، الذي نفى احتمال وجود فراغ في الطبيعة. وعلى أساس فكرة أن الفراغ لا يمكن أن يوجد، اعتقدوا في الغرب وعلى نطاق واسع لقرون عديدة أن الفضاء لا يمكن أن يكون فارغًا. وفي نهاية القرن السابع عشر، قال الفيلسوف الفرنسي رينيه ديكارت أن الفضاء ينبغي أن يكون مملوء بأكمله.
كانت هناك عدة مدارس للفكر في الصين قديمًا اهتمت بطبيعة السماء حمل بعض منها فهمًا شبيهًا للمفهوم الحديث، في القرن الثاني للميلاد ذكر الفلكي زانج هينج أن الفضاء غير متناهي وممتد وخلفه آلية معينة مع الشمس وحوله النجوم، وذكر فيما تبقى من كتب مدرسة هسوان ييه أن السماء لا منتهية الاطراف، وأنها فارغة وخالية من المواد وبالمثل فإن الشمس والقمر وباقي المجموعات المشتركة معها من النجوم تطفو في فضاء من الفراغ والحركة لاتزال قائمة فيها.
أدرك العالم الإيطالي «غاليليو غاليلي» أن للهواء كتلة، لذا، هو أيضا يخضع للجاذبية الأرضية. وقد برهن في سنة 1640م أن القوة الناشئة تحول دون تكون الفراغ. إلا أن صناعة جهاز بإمكانه إنتاج الفراغ كان على يد تلميذه «إيفانجيلستا تورشللي» في سنة 1643م. أنتجت هذه التجربة أول بارومتر زئبقي، الأمر الذي أحدث ضجة علمية في أوروبا. جادل عالم الرياضيات الفرنسي «بليز باسكال» بأنه إذا كان عمود من الزئبق مسنودا بالهواء، فمن البديهي أن يكون العمود أقصر في الارتفاعات الأعلى حيث يكون الضغط الجوي أقل. وفي سنة 1648م أعاد نسيبه «فلورين بيرير» التجربة على جبل «بي دي دوم» في وسط فرنسا فوجد أن طول العمود كان أقصر بمقدار 3 بوصات. تم توضيح هذا النقصان في الضغط الجوي بصورة أكبر عن طريق تجربة رفع بالون نصف مملوء إلى أعلى الجبل، حيث كان البالون ينتفخ تدريجيًا كلما ارتفع ويتفرّغ من الهواء كلما هبط.

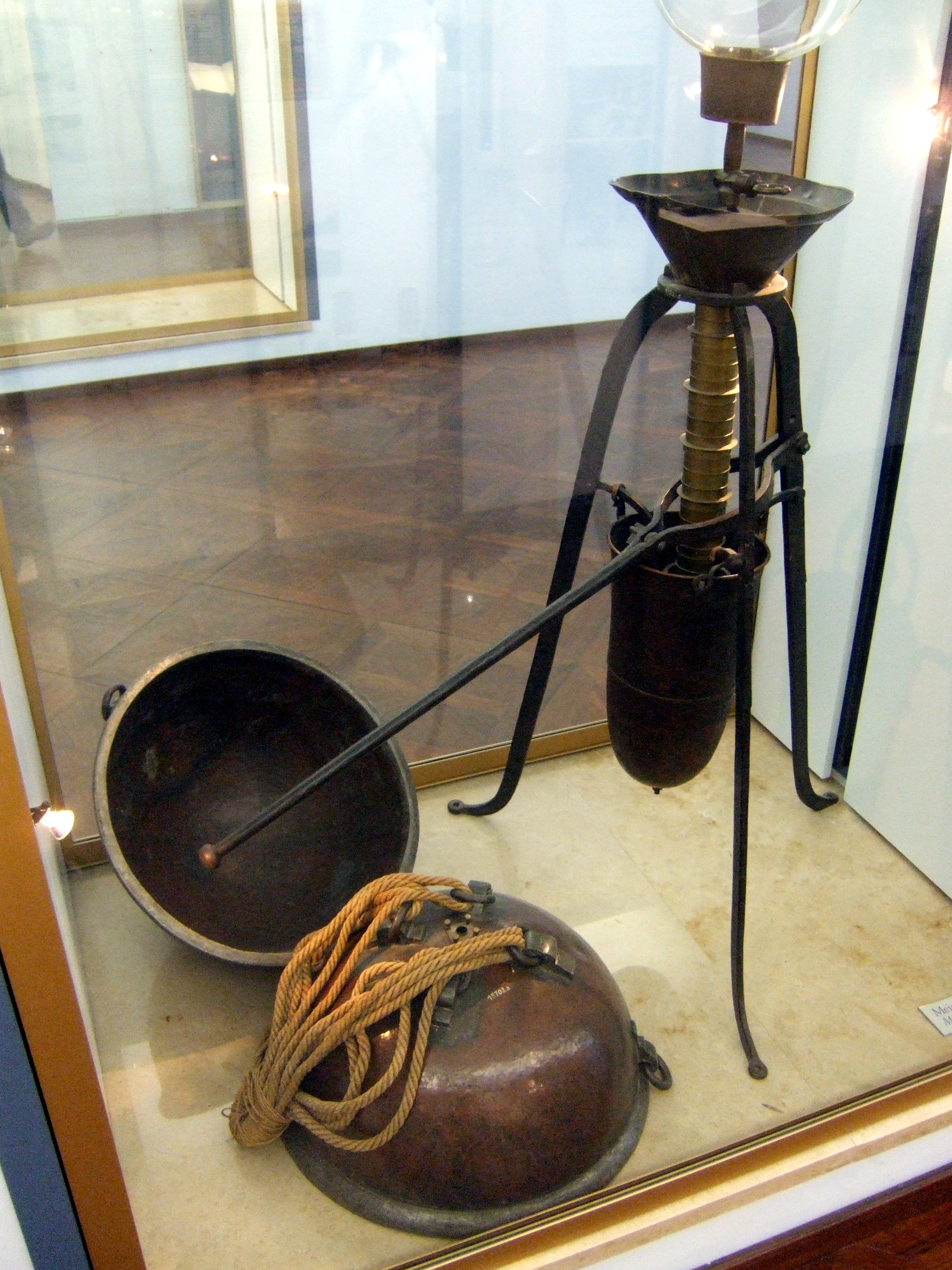
بالون اليسوعسون الأصلي (في الأسفل على اليسار) الذي استعمل لشرح مضخة أوتو فون غويرغ

في سنة 1650 صنع العالم الألماني «أوتو فون غويريغ» أول مضخة هوائية: جهاز قادر على تفنيد مبدأ الخوف من الفضاء الفارغ. وقد أبدى أوتو ملاحظةً صحيحة وهي أن الغلاف الجوي للأرض يحيط بها كالقشرة، وبكثافة تقل بالتدرج مع الارتفاع؛ ما أوصله إلى استنتاج أن ما بين الأرض والقمر فراغ.
في القرن الخامس عشر، افترض عالم اللاهوت الألماني نيكولاوس كوزانوس بأن الكون يفتقر إلى مركز ومحيط. وقد كان يعتقد بأن الكون – رغم كونه محدودا – لا يمكن اعتباره محدودا نظرا لافتقاره إلى حدود تحتويه. هذا وقد قادت هذه الأفكار إلى افتراضات مثل فرضية البُعد اللا متناهي للفضاء للفيلسوف الإيطالي جوردانو برونو في القرن السادس عشر؛ الذي توسع في علم الفلك الكوني المتعلق بمركزية الشمس الكوبرنيكي إلى مفهوم كونٍ غير محدود مليء بمادة تدعى الأثير، وهي مادة لا تقاوم تحركات الأجرام السماوية. وقد توصل الفيلسوف الإنكليزي ويليام جيلبرت إلى استنتاج مشابه يزعم فيه أن السبب وراء إمكانية رؤيتنا للنجوم هو فقط لأنها محاطة بأثير خفيف أو فراغ. اُستحدث هذا المفهوم للأثير من قِبَل فلاسفة اليونان القدماء، بما فيهم أرسطو الذي تصور الأثير بأنه الوسط الذي تتحرك من خلاله الأجرام السماوية.
ظل مفهوم كونٍ مليء بأثير مضيء رائجة بين بعض العلماء إلى بدايات القرن العشرين. واعتبر هذا الأثير ضروري لانتقال الضوء عبر الفضاء. قام ألبرت ميكلسون وإدوارد مورلي عام 1887 بإجراء تجربة تُعدُّ واحدة من أهم التجارب في حقل الفيزياء، إذ تعتبر من أول الأدلة القوية المعارضة لنظرية الأثير؛ والتي تتضمن حركة الأرض من خلال وسط (أثير) مع النظر في التغير في سرعة الضوء القادم من الشمس اعتمادا على اتجاه حركة الأرض. لم يكن الأمر سهلا، حيث كان هناك خطأ في هذه النظرية أدى إلى العدول عنها إلى نظرية أخرى ظهرت بعد ذلك وهي «النظرية النسبية» لألبرت آينشتاين، والتي تنص أن سرعة الضوء في الفراغ هو عدد محدد غير متغير ومستقل تماما عن حركة المراقب أو عن إطاره المرجعي.
كان الفلكي الإنجليزي «توماس ديجز» أوّل محترف أيّد نظرية «لانهائية الكون» وذلك في عام 1576م. لكن قياس الكون ظلّ غير معروفًا حتى عام 1838 م حيث استطاع الفلكي الألماني «فريدريش بيسل» تنفيذ أول عملية قياس ناجحة من خلال قياس المسافة لنجم مجاور. حيث قاس موضع نجم «الدجاجة 61» وبمقارنة قياسه في ذلك الوقت بالقيمة الحالية يختلف الموضع بمقدار 0.31 ثانية قوسية فقط. وهذا يتوافق مع مسافة أكثر من 10 سنوات ضوئية. حدد الفلكي الأمريكي «إدوين هابل» البعد عن مجرة «المرأة المسلسلة» في عام 1923م مستخدمًا تقنية حديثة اكتشتفتها «هنريتا ليويت» تقتضي قياس السطوع للمتغير القيفاوي في تلك المجرة. ونتج عن هذا استنتاج بأن مجرة «المرأة المسلسلة» وجميع المجرات تقع خارج مجرة درب التبانة وتبعد عنها كثيرًا.
أول من قدر درجة حرارة الفضاء الخارجي هو عالم الفيزياء السويسري شارل إدوار غيوم وذلك عام 1896. وهو قدر درجة الحرارة الكونية بين 5 و 6 كالفن وذلك بتخمين الإشعاعات الخلفية للنجوم. وفي عام 1926، قام العالم الإنكليزي آرثر ستانلي إدنغتون بحسابات مماثلة ليصل إلى نتيجة أن درجة حرارة الكون هي 3.18o. وفي عام 1933، اعتمد العالم الألماني إريك ريجنير على مجموع قياس طاقة الإشعاعات الكونية ليصل إلى نتيجة أن درجة حرارة الكون هي 2.8 كلفن.
يعتمد المفهوم الحديث للفضاء الخارجي على نظرية علم الكونيات المعروفة بـ «الانفجار الكبير» التي طرحها عالم الفيزياء البلجيكي جورج ليمايتر في سنة 1931. تقول هذه النظرية بأن الكون المرئي نشأ من مادة مضغوطة بشدة، وهو يمر بمرحلة تمدد مستمرة. المادة المتبقية من بدء التمدد خضعت لانهيار جاذبية داخلي نتجت عنه نجوم ومجرات وأجسام فلكية أخرى مخلِّفة ورائها فراغًا عظيمًا يعُرف اليوم بالفضاء الخارجي. وبما أن للضوء سرعة محدودة، تقيد هذه النظرية حجم الكون المرئي المباشر؛ مما يبقي المجال مفتوحا للنقاش عما إذا كان الكون محدودًا أو غير محدود.
ظهر مصطلح الفضاء الخارجي للمرة الأولى في سنة 1842 في قصيدة «عذراء موسكو» للشاعرة الإنكليزية السيدة إيميلين ستيوارت-وورتلي، واستخدم كمصطلح في علم الفلك بواسطة ألكسندر فون همبولدت في سنة 1845م. وانتشر المصطلح بعد كتابات أتش جي ويلس عام 1901. لكن المصطلح الأقصر، وهو الفضاء، فهو أقدم ويدل على المجال الخارجي للكرة الأرضية والذي استعمله جون ميلتون في كتابه «الأرض المفقودة» عام 1667.

## النشوء والحالة

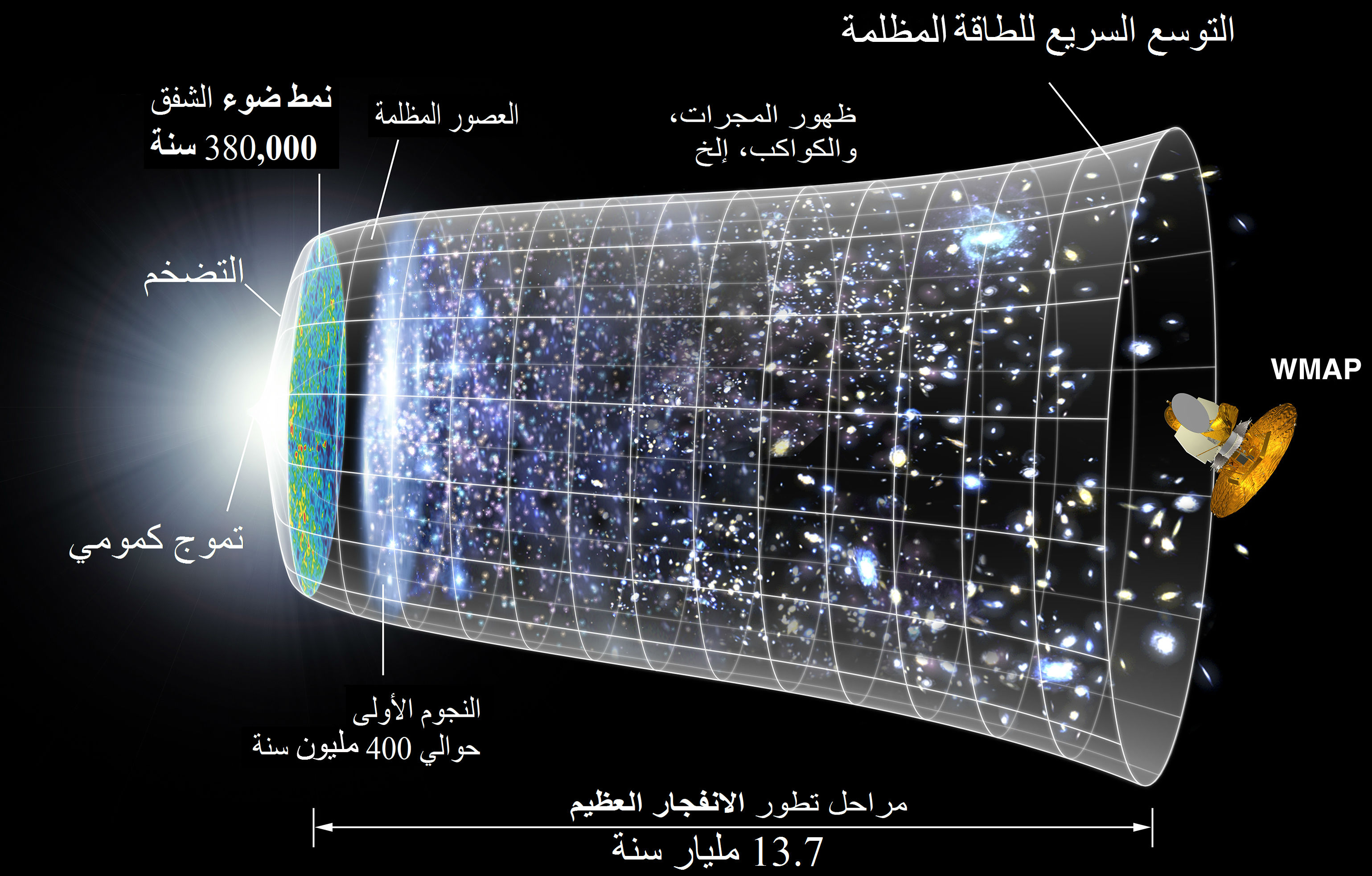
شرح فني لمفهوم تمدد الكون منذ لحظة الإنفجار الكبير (إلى اليسار) وحتى يومنا هذا (إلى اليمين) بحيث تدل كل قسم دائري على حجم وحدة زمنية من التمدد.

### البيئة

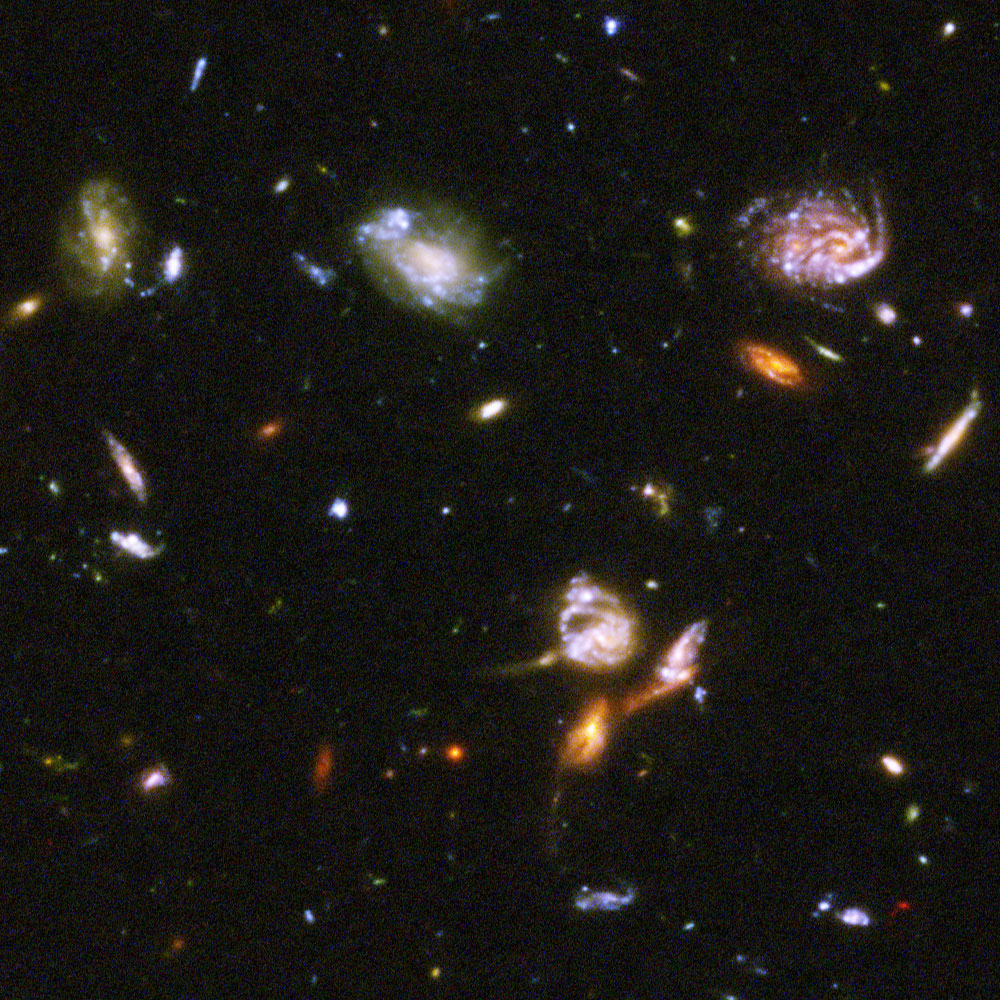
جزء من الكون الذي جمعت أجزائه من الصور التي جمعها تلسكوب هابل والتي تظهر مجموعات من المجرات المنتشرة في فضاء فارغ. وبحسب محدودية سرعة الضوء، توضح هذه الصورة ما حصل للكون خلال الـ13 بليون سنة التي مضت.

يعتبر الفضاء الخارجي أقرب مثال طبيعي للفراغ المطلق (خالٍ من كل شيء حتى من الهواء)؛ حيث لا وجود للاحتكاك، مما يسمح للنجوم والكواكب والأقمار بالدوران بحُرِّية في مداراتها. ولكن، حتى الفراغ العميق ما بين المجرات لا يخلو من المادة، حيث يحوي كل متر مكعب على بعض من ذرات الهيدروجين. للمقارنة، فكل متر مكعب من الهواء الذي نتنفسه يحوي على ما يقارب 1025 جزيء. الكثافة الضئيلة للمادة في الفضاء الخارجي تسمح للإشعاعات الكهرومغناطيسية بأن تقطع مسافات طويلة جدًا بدون أن تتشتت، ويقدّر متوسط المسار الحر للفوتون في الفضاء ما بين المجرات بـ 1023 كم أو 10 مليارات سنة ضوئية. وعلى الرغم من ذلك، فالانقراض، أي امتصاص وتشتت الفوتونات بواسطة الغبار والغازات، يعتبر من أهم العوامل في علم الفلك الخاص بالمجرات وما بين المجرات.
تحتفظ النجوم والكواكب والأقمار بغلافها الجوي بواسطة القوة الجاذبية. لا توجد حدود واضحة ومحددة للأغلفة الجوية وطبقاتها المختلفة؛ وتقل كثافة الغلاف الجوي تدريجيا كلما ابتعدنا وارتفعنا عن سطح الجسيم (الكوكب، القمر، النجم) وتتلاشى حتى تنعدم تماما وتتساوى بالبيئة المحيطة بها. ينخفض ضغط الغلاف الجوي للكرة الأرضية حتى يصل إلى ما يقارب 3.2 × 102 باسكال على ارتفاع 100 كم (62 ميل) عن سطح الأرض، مقارنة بـ 100 كيلو باسكال بالنسبة لتعريف الاتحاد العالمي للكيمياء التطبيقية البحتة للضغط لجوي النموذجي. بالنسبة للارتفاعات التي تتجاوز هذا المستوى، يصبح ضغط الغاز ضئيلا غير ذا قيمة بالمقارنة مع الضغط الإشعاعي للشمس والضغط الحركي للعواصف الشمسية. بالغلاف الحراري في هذا الحيز الكثير من التباين في كمية الضغط والحرارة والتركيبة؛ وتتفاوت هذه القياسات بشكل كبير بسبب تغير الطقس في الفضاء الخارجي.
تُحدَّد درجة الحرارة على الأرض عبر النشاط الحركي للغلاف الجوي المحيط بها. ولكن لا يمكن قياس درجة الحرارة في الفراغ بهذه الطريقة. لذا يتم تحديد درجة الحرارة عن طريق قياس الإشعاع. إن الكون المرئي ممتلئ بالفوتونات التي تولدت من الانفجار العظيم والتي تعرف بـ "الخلفية الاشعاعية الميكروفية الكونية (ومن المحتمل أن يكون في المقابل عدد كبير من النيوترونات التي يطلق عليها "الخلفية النيوترينوية الكونية"). إن درجة حرارة الجسم الأسود للإشعاع الخلفي تساوي حاليا 3 كلفن (-270˚مئوية؛ -454˚فهرنهايت). قد تحوي بعض مناطق الفضاء الخارجي جسيمات عالية النشاط ذات درجة حرارة أعلى من درجة حرارة الخلفية الاشعاعية الميكروفية الكونية، مثل هالة الشمس التي تتراوح درجة الحرارة فيها ما بين 1.2 و 2.6 مليون كلفن.
باستثناء الغلاف الجوي الواقي والحقل المغناطيسي، هناك القليل من العقبات للمرور عبر فضاء من الجسيمات الحيوية تحت الذرية، والتي تعرف باسم الأشعة الكونية. لهذه الجسيمات طاقات تتراوح بين 106 إلكترون فولت و 1020 إلكترون فولت تقريبًا للأشعة الكونية ذات الطاقة العالية جدا. تكون قمة تدفق الإشعاعات الكونية عند مستوى 109 إلكترون فولت تقريبًا، والذي يتشكل من 87٪ بروتون و 12٪ نوى الهيليوم و 1٪ نوى أثقل. في المستويات العليا للطاقة، يكون تدفق الإلكترونات، تقريبا، بنسبة 1٪ فقط من البروتونات. بإمكان الاشعاعات الكونية إلحاق الضرر بالعناصر الإلكترونية وهي تشكل تهديدًا على صحة مسافري الفضاء. بالنسبة لبعض رواد الفضاء، مثل دون بيتيت، فللفضاء رائحة حريق معدني يشبه رائحة اللحام القوسي
بالرغم من الأوضاع القاسية لبيئة الفضاء، فقد وجدت العديد من أشكال الحياى التي يمكنها العيش في الفضاء لفترات طويلة. فنباتات الليشن التي درستها محطة الأبحاث الفضائية الأوروبية (بيوبان) استطعت أن تصمد لمدة عشرة أيام في الفضاء الخارجي زذلك عام 2007. كما استطاعت ب٫ور أرابيدوس ثاليانا والتبغ أن تنبت بعد وضعها في الفضاء لمدة سنة ونصف. ففرضية التبذر الشامل تفترض أن الصخور التي تسافر الفضاء قد تكون حملت كائنات حية من كواكب حية إلى كواكب أخرى بها بيئة لملائمة لتطور الحياة في النظام الشمسي. كما هناك إمكانية كبيرة في تنقل الحياة بين كوكب الأرض وكوكبي المريخ والزهرة.

### التأثير على أجسام البشر

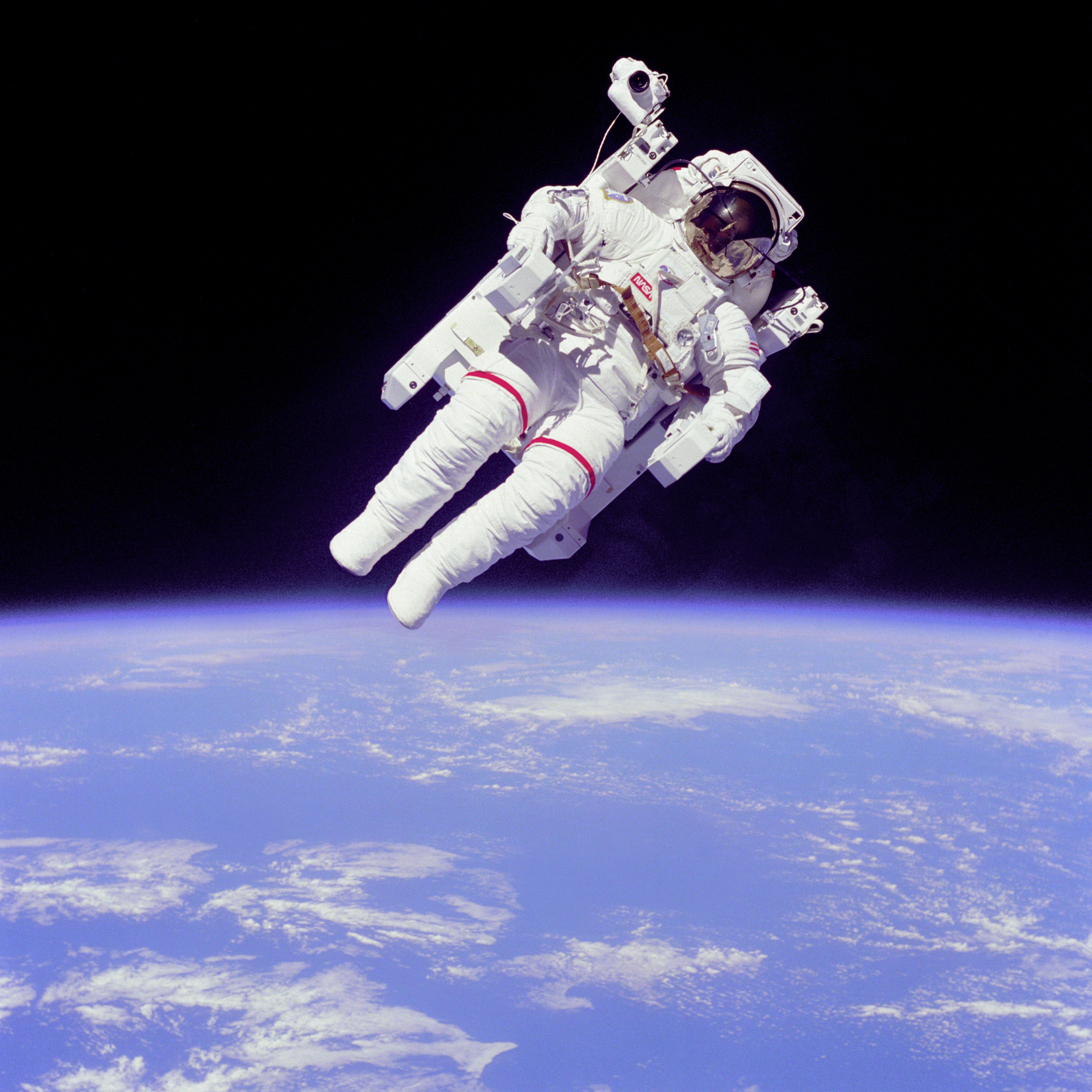
بسبب المخاطر التي قد يتعرض لها الإنسان في الفراغ، يرتدي رجال الفضاء بزات مضغوطة تسمة "بذلة الفضاء" وذلك لحمايتهم عندما يطوفون في فراغ الفضاء.

بإمكان التعرض المفاجئ لضغط منخفض، كالذي يحدث أثناء إزالة الضغط بشكل سريع، أن يُسبب ضغطا رئويا (انفجار الرئتين) بسبب الاختلاف الكبير في الضغط داخل الصدر وخارجه. حتى لو كانت مجاري الهواء للضحية مفتوحة بالكامل، قد يكون جريان الهواء من خلال القصبة الهوائية أبطأ من أن يمنع الانفجار. بإمكان إزالة الضغط بشكل سريع أن يفجر الجيوب الأنفية وطبلة الأذن، بالإضافة للإصابة بكدمات وتسرب الدم في الأنسجة الرخوة، وقد تسبب الصدمة زيادة في استهلاك الأكسجين والذي سيؤدي إلى نقص الأكسجة.
نتيجة لإزالة الضغط بشكل سريع، يقوم أكسجين الدم بالتفريغ في الرئتين لمعادلة الضغط المنخفض الجزئي. وبمجرد وصول الدم الغير مؤكسج إلى الدماغ فإن الإنسان، وحتى الحيوان، يفقد وعيه خلال ثوان معدودة ومن ثم يتوفى بعدها بدقائق قليلة نتيجة لقلة الأكسجين الواصل للدماغ يبدأ الدم وسوائل الجسم بالغليان عند انخفاض الضغط لأقل من 6,3 كيلو باسكال، وتسمى هذه الحالة علميًا بالتفقّع. يقوم البخار الناتج عن هذه الحالة بمضاعفة حجم الجسم وإبطاء الدورة الدموية ولكن مسامات الأوعية الدموية وقابليتها للتمدد يمنعانه من التمزق. قدرة الأوعية الدموية على احتواء الضغط تبطئ عملية تكون الفقاعات، مما يُبقي بعض الدم سائلًا. بالإمكان احتواء التورم والتفقع عن طريق بدلة مخصصة لرحلات الفضاء. يرتدي رواد الفضاء هذه البدلات (تُعرف ببدلة الطاقم للحماية من الارتفاعات) التي هي عبارة عن ملابس مرنة مجهزة للتخفيف من الضغط الخارجي وحماية الجسم من التفقع حتى مستوى 2 كيلو باسكال. في الفضاء الخارجي وعلى ارتفاع 8 كم (5 ميل) تبدأ الحاجة إلى البدلة لتزويد الجسم بالأكسجين للتنفس ومنع فقدانه للسوائل، بينما تصبح البدلة ضرورية على ارتفاع حوالي 20 كم (12 ميل) من أجل منع التفقع. تستعمل معظم هذه البدلات حوالي 30-39 كيلو باسكال من الأكسجين النقي، تماما كما على سطح الأرض. هذا الضغط عال بما فيه الكفاية لمنع حدوث التفقّع ولكن بإمكان تبخر الدم أن يسبب الغثيان بانخفاض الضغط السريع وانصمام الهواء (وجود فقاعات من الغاز في الدم تعوق دورته).
لأن الإنسان مصمم الخلقة للعيش ضمن جاذبية الأرض، تبين أن التعرض لحالة انعدام الوزن قد تؤثر سلبًا على صحته. بدايةً عانى أكثر من 50% من رواد الفضاء من دوار الحركة والذي يسبب: الغثيان، القيء، الدوار، الصداع، الخمول والشعور بالضيق. وتختلف مدة هذه الأعراض من شخص لآخر، لكنها عادة ما تستمر من يوم إلى ثلاث أيام، بعد ذلك يعتاد الجسم على البيئة الجديدة وتختفي الأعراض جميعًا. التعرض لانعدام الوزن فترات طويلة يؤدي إلى ضمور العضلات وتدهور الهيكل العظمي أو هشاشة العظام لدى رواد الفضاء. ويمكن التقليل من هذه الأعراض عن طريق ممارسة نظام من التمارين الرياضية. من التأثيرات أو الأعراض الأخرى: إعادة توزيع أو احتباس السوائل في الجسم، تباطؤ نظام القلب والأوعية الدموية، انخفاض إنتاج خلايا الدم الحمراء، اضطرابات التوازن وضعف الجهاز المناعي. أما الأعراض الأخرى الأقل ظهورًا: فقدان كتلة الجسم، احتقان الأنف، اضطراب النوم وانتفاخ الوجه.
يشكّل الإشعاع خطرًا على صحة الإنسان خاصة عند زيادة فترات التعرض لمصادر الإشعاع المختلفة مثل: الإشعاع ذو الطاقة العالية أو الأشعة الكونية الأيونية حيث أنه قد يسبب الشعور بالإرهاق والغثيان والتقيؤ، كما أنه يدمر جهاز المناعة ويغير مستوى كريات الدم البيضاء كما في السفر للفضاء لمدة طويلة. ومن أعراض السفر للفضاء لمدة أطول من اللازم زيادة خطر الإصابة بالسرطان بالإضافة إلى تضرر العينين والجهاز العصبي والرئتين والقناة الهضمية. قد يجتاز الجسم في رحلة ذهاب وإياب للمريخ لمدة ثلاث سنوات لنوى ذات طاقة عالية مما يسبب ضرر أيوني للخلايا. ولحسن الحظ أن معظم تلك الجزيئات تضعفها جدران المركبة الفضائية المكونة من الألومنيوم وكذلك يمكن تقليصها بحاويات المياه والحواجز الأخرى. لكن تأثير الأشعة الكونية على درع المركبة الفضائية يُنتج أشعة إضافية يمكن أن تؤثر سلبًا على الطاقم. لذا سيكون هناك حاجة للمزيد من البحوث لتقييم مخاطر الإشعاع وتحديد التدابير الاحتياطية اللازمة.

## الحدود

أول صورة لسفينة الفضاء "سبيس شيب وان" التي أكملت رحلة فضائية مأهولة قام بها شركات خاصة ووصلت إلى ارتفاع 100,124 كلم فوق سطح الأرض وذلك عام 2004.

لا يوجد حد فاصل واضح بين الغلاف الجوي الأرضي والفضاء. فكلما ارتفعنا للأعلى فإن كثافة الغلاف الجوي تقل تدريجيًا. هناك عدّة تصنيفات معيارية للحد الفاصل حيث
- قام الاتحاد الدولي للطيران بتحديد «خط كارمان» على ارتفاع 100 كم (62 ميلًا) كتعريف مؤقت للحد الفاصل بين علم الطيران والملاحة الفضائية. ويستخدم هذا الخط اعتمادًا على حسابات «تيودور فون كارمان» التي أظهرت أنه عند ارتفاع 100 كم تقريبًا تحتاج المركبة أن تسير بسرعة أكبر من السرعة المدارية حتى تنشئ قوة رفع هوائية كافية من الغلاف الجوي كي تدعم نفسها وتبقى على هذا الارتفاع[53]
- كما أن الولايات المتحدة صنفت الأشخاص الذين يحلقون على بعد أكثر من 50 ميلًا (80 كم) بأنهم «رواد فضاء»
- وأيضًا استُخدمت غرفة التحكم لبعثة ناسا الارتفاع 76 ميلًا (122 كم) كمدخلهم للغلاف الجوي الأرضي «يسمى المدخل الوسطي» الذي يحدد تقريبًا الحد الفاصل الذي تصبح عنده المقاومة الجوية محسوسة (اعتمادًا على العامل القذفي للمركبة)؛ الأمر الذي يجعل المكوكات تحوّل من القيادة باستخدام الصدامات إلى المناورة باستخدام الأسطح الهوائية.[54]

في عام 2009، قدم العُلماء في جامعة كالجراي تقريرًا مُفصلًا عن آلة تُدعى «تصوير الأيونات فوق الحرارية» وهي آلة تقيس إتجاه الأونات وسرعتها. أتاحت لهم هذه الآلة إمكانية الوصول إلى حدود 118 كم فوق سطح الأرض. وتمثل الحدود في الفضاء نقطة الوسط من الانتقال التدريجي على مدى عشرات الكيلومترات (مع الرياح اللطيفة نسبيًا من الغلاف الجوي للأرض) إلى تدفقات أكثر قوة وعنف للجزيئات المشحونة في الفضاء، والتي يمكن أن تصل سرعتها إلى أكثر بكثير من 268 م/ث (ما يقارب 600 ميل بالساعة).

## الحالة القانونية

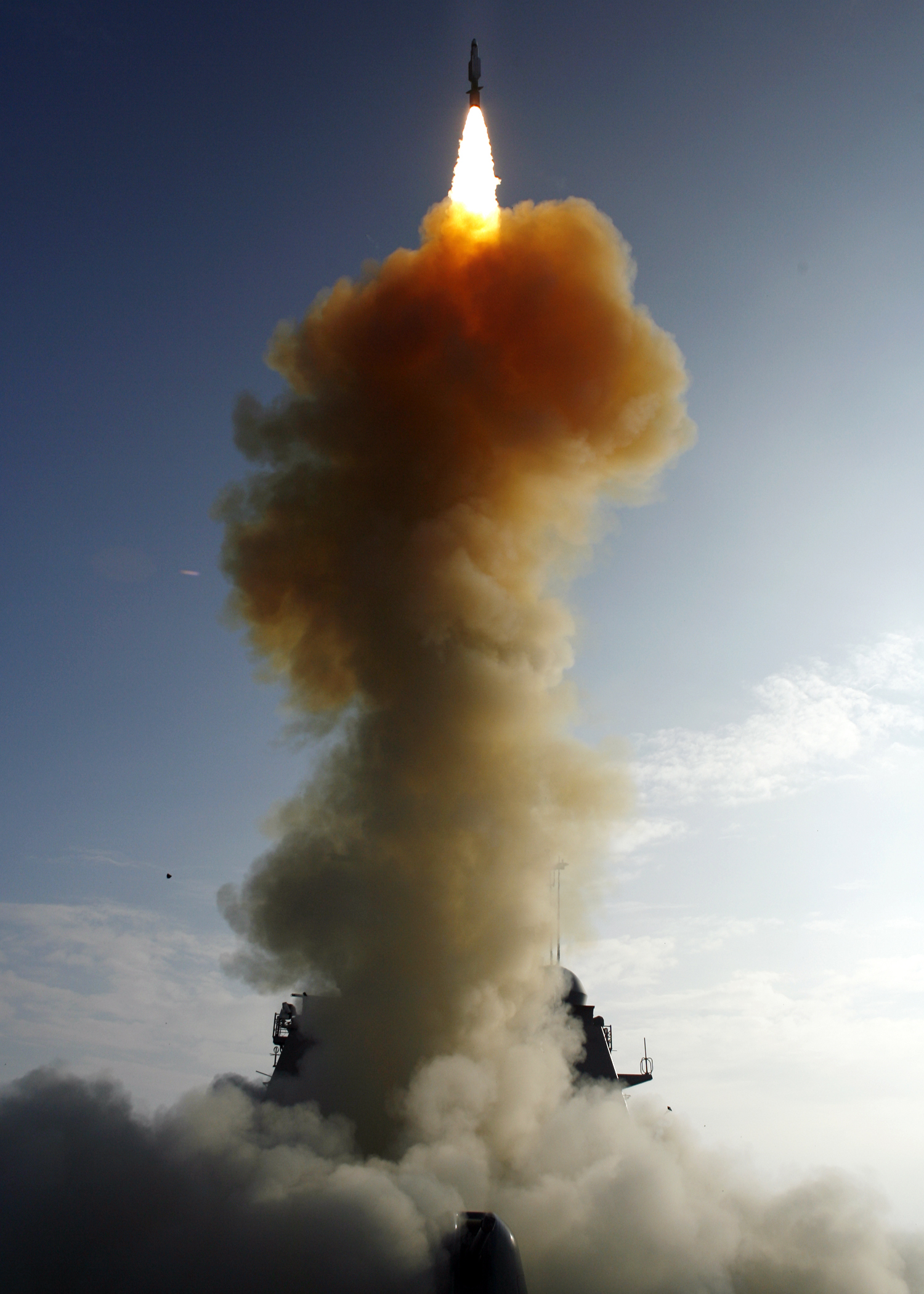
لحظة إنطلاق صاروخ مضاد للصواريخ أس أم 3 الذي استعمل لتدمير قمر التجسس الصناعي الأميركي المسمى يو أس أي - 193.

توفر معاهدة الفضاء الخارجي إطار عمل للقانون الفضائي الدولي. فهو يغطي الاستعمال القانوني للفضاء الخارجي من قبل الدول القومية. ويتضمن تعريف الفضاء الخارجي القمر والأجرام السماوية الأخرى.
تنص المعاهدة على أن: الفضاء الخارجي متاح لجميع الدول لإستكشافه وليس غرضًا يُحتكر بسيادة دولية، كما أنه يحظر تطوير الأسلحة النووية في الفضاء الخارجي. قدمت المعاهدة الجمعية العامة للأمم المتحدة في عام 1963 ووقعته وكالة الفضاء الأمريكية عام 1967 تتكون وكالة الفضاء الأمريكية من الولايات المتحدة الأمريكية والمملكة المتحدة. وبحلول 1 يناير عام 2008 صدقت 98 دولة على المعاهدة ووقعتها دول أخرى أيضًا.
في بداية عام 1958م، كان الفضاء الخارجي موضوع قرارات عديدة من قبل الجمعية العامة للأمم المتحدة. كان من بينها أكثر من 50 قرارا في محط اهتمام التعاون العالمي في استخدم الفضاء الخارجي بشكل سلمي ومنع محاولات التسابق المسلح عليه. وقد تم التفاوض على أربع معاهدات إضافية، كما تمت صياغتها من قبل لجنة الأمم المتحدة للاستخدام السلمي للفضاء الخارجي. ومع ذلك، لا يوجد انتشار الاسلحة التقليدية في الفضاء، أما الأسلحة المضادة للأقمار الصناعية، فقد تم اختبارها بنجاح من قبل الولايات المتحدة والاتحاد السوفييتي والصين. وفي معاهدة القمر لعام 1979 تم تحويل سلطة القضاء على كل الاجرام السماوية (والمدارات التي حول الأجرام السماوية جميعها) إلى الجمعية العالمية، إلا أن هذه المعاهدة لم تُطبق من قبل أي شعب ممن يتدرب حاليا على الرحلات البشرية للفضاء.
في عام 1976 م، اجتمعت ثماني دول استوائية (الإكوادور وكولومبيا والبرازيل والكونغو وزائير وأوغندا وكينيا وأخيرًا إندونيسيا)، الذي عُقد في عاصمة كولومبيا بوغوتا، وتم في هذ الاجتماع الذي يُعد الأول من نوعه لهذة البلدان إصدار مذكرة وإعلان ما عرف «بإعلان بوغوتا»، حيث نص هذا الإعلان على طلب السيطرة والتحكم على جزء من الطريق المداري المتزامن مع الأرض المقابل لكل بلد، ولكن لم يتم الموافقة على هذه الوثيقة دوليًا.

## مدار الأرض
تدخل المركبة الفضائية في المدار عندما تكون السرعة الأفقية كافية لتسارع الجذب المركزي، وذلك حتى تكون الجاذبية أقل من تسارع الطرد المركزي الخاص بها أو مساوية لها ويُعزى ذلك إلى العنصر الأفقي من سرعتها. تُقدر هذه السرعة في مدار الأرض السفلي بحوالي 7,800 م/ثانية (28,100 كم/ساعة أي: 17,400 ميلا /ساعة)، وعلى النقيض فإن أقصى سرعة تم تحقيقها للطائرة - باستثناء السرعات التي حققتها المركبات الفضائية غير المدارية- بلغت 2، 200 م/ثانية (7,900 كم/ساعة أي 4,900 ميلا/ساعة) وذلك في عام 1967 م بواسطة طائرة شمال أمريكية أكس-15.
وحتى تصل المركبة الفضائية للمدار يجب أن تسير بسرعة أكبر من مركبات الفضاء شبه المدارية، فالطاقة اللازمة للوصول لسرعة مدار الأرض على ارتفاع 600 كم (370 ميل) هي 36 ميغاجول /كيلوغرام تقريبًا، وهذه الطاقة تفوق بست مرات الطاقة اللازمة للصعود إلى الارتفاع المطلق. فالمركبات الفضائية - ذات حضيض قمري يقل عن 2,000 كم تقريبًا (1,200 ميل)- عرضة للسحب من قبل الغلاف الجوي للأرض مما يتسبب في نقصان الارتفاع المداري. يعتمد معدل تلاشي المدار على مساحة المقطع العرضي للقمر الصناعي والكتلة بالإضافة إلى التغير في كثافة هواء الغلاف الجوي العلوي. يصبح التلاشي تحت 300 كم (190 ميل) أكثر سرعة بمرور فترة تُحسب بالأيام. وبمجرد هبوط القمر الصناعي عند 180كم (110 ميل) فإنه يبدأ بالاحتراق في الغلاف الجوي. فسرعة الافلات المطلوبة للتخلص من حقل الجاذبية الأرضية تمامًا وللتنقل داخل الفضاء البينكوكبي، أي بين الكواكب، هي حوالي 11،200م/ثانية (40,300 كم/ساعة أي:25,100 ميل/ساعة).
تمتد الجاذبية الأرضية إلى ما بعد حزام فان آلين الإشعاعي تاركةً القمر في مدارٍ ذي مسافة تقارب 384,403 كم (238,857 ميلًا). تُعرف المنطقة الفضائية التي تهيمن فيها جاذبية كوكبٍ ما على حركة الأجسام عند وجود أجسام أُخرى مُتفاوتة (مثل كوكب أخر) بالهل سفير. أما كوكب الأرض، فتشغل هذه المنطقة منه نصف قطر يقارب 1,500,000 كم (930,000 ميلًا).

## المناطق
يعتبر الفضاء فراغًا جزئيًا تُحدد مناطقه المختلفة من خلال الأغلفة الجوية المتعددة والرياح التي تسود فيها وتمتد إلى الموقع الذي تفسح فيه -هذه الرياح- المجال للرياح التي تليها. يمتد الفضاء الأرضي من غلاف الأرض الجوي إلى المراكز الخارجية للحقل المغناطيسي للأرض، حتى يمنح بعد ذلك المجال للرياح الشمسية الموجودة في الفضاء بين الكواكب. ويمتد الفضاء بين الكواكب إلى الهيليوبوس، ثم يفسح المجال لرياح الوسط بين النجمي. يستمر الفضاء بين النجمي بعد ذلك إلى أطراف المجرة، حيث يتلاشى في الفراغ بين المجرات.

### الفضاء الأرضي

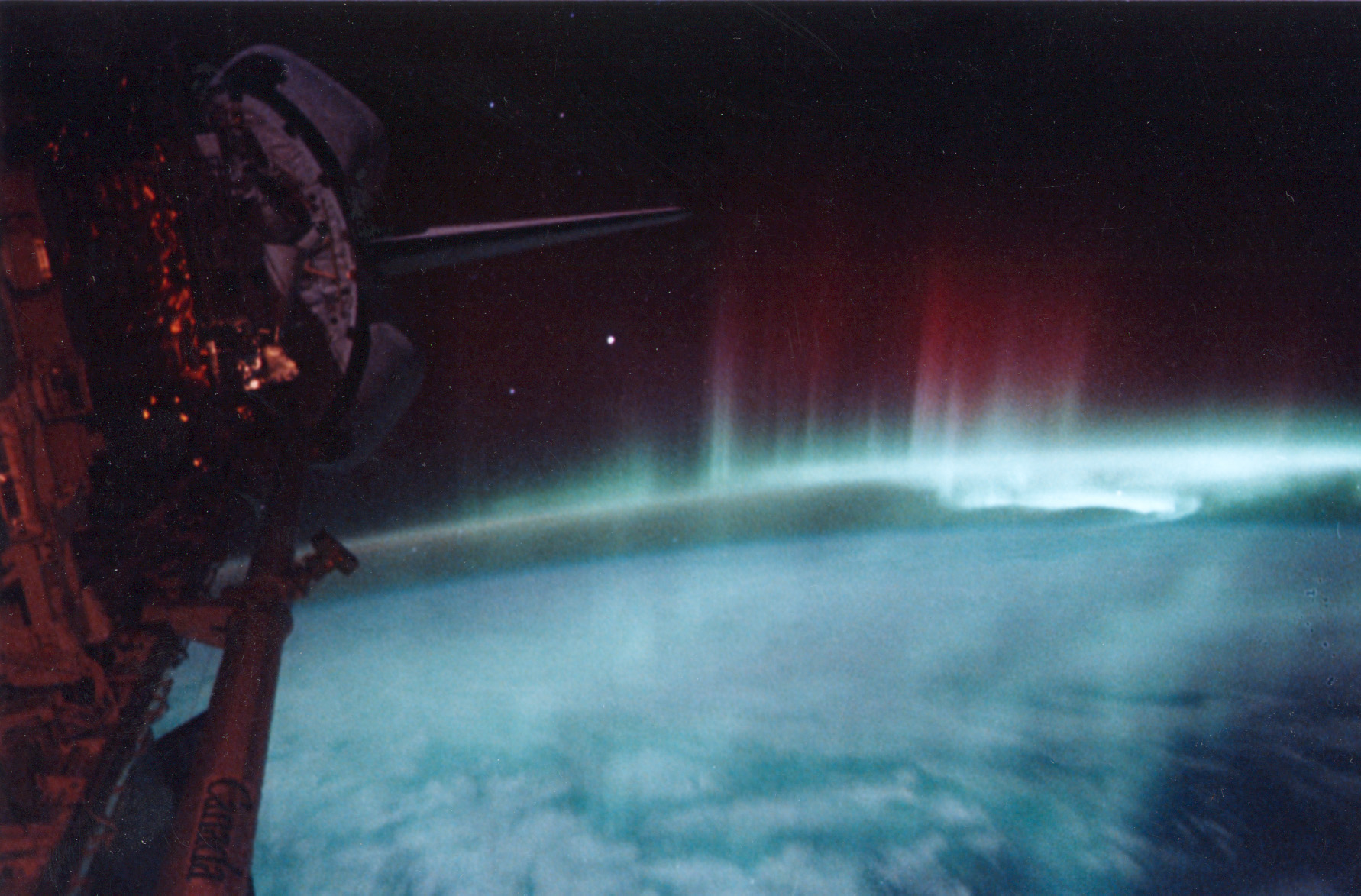
صور للشفق القطبي الجنوبي التقطها مكوك الفضاء ديسكفوري خلال رحلته الثانية عشر عام 1991 وهو على ارتفاع 269 كلم.

نجد أن الفضاء الأرضي هو منطقة الفضاء الخارجي القريبة من الأرض. فالفضاء الأرضي يتضمن المنطقة العلوية للغلاف الجوي والغلاف المغناطيسي. حزام فان الين الإشعاعي يقع داخل الفضاء الأرضي. أما الحدود الخارجية للفضاء الأرضي فهي الغلاف المغناطيسي، الذي يكوَن السطح البيني بين الغلاف المغناطيسي للكوكب والرياح الشمسية. أما الحدود الداخلية فهي الغلاف الأيوني. وكما أن الخواص الفيزيائية والحالة بالقرب من الفضاء الأرضي القريب تتأثر بحالة الشمس وطقس الفضاء، فإن نطاق الفضاء الأرضي مرتبط بالفيزياء الشمسية (الفيزياء الشمسية هي دراسة خاصة بالشمس وتأثيرها على كواكب النظام الشمسي).
حجم الفضاء الأرضي يُعرف بأنه مغناطيسية مضغوطة في اتجاه الشمس بواسطة ضغط الرياح الشمسية، مُعطيةً مسافة مثالية واقعة تحت الشمس بعشرة أمثال قطر الأرض من منتصف الكوكب. على كل حال، يمكن أن يمتد الذيل إلى الخارج لأكثر من 100 إلى 200 قطر عن الأرض. أما بالنسبة للقمر فهو يمر من خلال ذنب الفضاء الأرضي تقريبًا أربع أيام من كل شهر، في الوقت الذي يكون فيه السطح عادةً محميًا من الرياح الشمسية.
إن الفضاء الأرضي مأهول بجزيئات مشحونة كهربائيًا في المناطق ذات الكثافة شديدة الانخفاض، فتكون الحركة تحت سيطرة نطاق مغناطيسية الأرض. حيث تُشكل هذه البلازما (الحالة الرابعة للمادة) وسطًا تتمكن فيه الاضطرابات العاصفة التي تسببها الرياح الشمسية من دفع التيارات الكهربائية إلى الغلاف الجوي العلوي للأرض. وخلال هذه العاصفة الجيومغناطيسية، يوجد هنالك منطقتين في الفضاء الأرضي مضطربتين كثيرًا وهما مناطق أحزمة الإشعاع ومنطقة الغلاف الأيوني. ونتيجة لذلك؛ تزيد هذه العواصف من تدفقات الإلكترونات النشطة التي يمكنها أن تسبب عطلًا دائمًا لإلكترونيات الأقمار الصناعية، وقد تؤدي أيضًا إلى تعطيل الاتصالات السلكية واللاسلكية وتقنية الـ جي بي إس. كما يمكن أن تشكل خطرًا على رواد الفضاء وإن كانوا على مدار أرضي منخفض، وكذلك تشكل شفقًا قطبيًا يمكن رؤيته قرب القطب المغناطيسي.
فعلى الرغم من أنه يدخل ضمن تعريف الفضاء الخارجي، نجد أن كثافة الغلاف الجوي في أول بضع مئات من الكيلومترات فوق خط كارمان لا تزال كافية لتشكيل مقاومة مانعة ومعتبرة على الأقمار الصناعية. مع ذلك، تحتوي هذه المنطقة على مادةٍ خلّفتها قواذف سابقة وسواءً كانت مزودّة بطاقم أم لا فهذه المادة تشكل خطرًا محتملًا على المركبة الفضائية. وقد تعود بعض هذه المخلفات الفضائية لتدخل في الغلاف الجوي للأرض بشكل دوري.

### الفضاء المجانب للقمر
ويُشار إلى المنطقة الواقعة بين الغلاف الجوي للأرض ومدار القمر بالفضاء المجانب للقمر (بالإنجليزية: cislunar)، بما في ذلك النقاط الانجرنجية.

### فضاء ما بين الكواكب
الفضاء ما بين الكواكب، هو الفضاء الواقع بين الشمس وكواكب النظام الشمسي، تُسيطر هذه الكواكب المتوسطة على هذه المنطقة، التي تمتد حتى حافة الغلاف لجوي للشمس (بالإنجليزية: HELIOPAUSE)، حيث يبدأ تأثير بيئة المجرة من سيطرة المجال المغناطيسي إلى تدفق الذرات الشمسية. يتم التعرف على الفضاء بين الكواكب، عن طريق الرياح الشمسية، التي تكون عبارة عن تيار مستمر من الجزيئات المشحونة المنبثقة من الشمس، والتي تنشأ غلاف جوي ضعيف جدًا يُسمى بـ (الغلاف الشمسي) والتي يصل تأثيرها لمليارات الكيلومترات في الفضاء.وتُقدر الكثافة الجسمانية لهذه الرياح بـ 5-10 بروتونات/سم3، وتتحرك في سرعة تُقدر بـ 350-400 كم/ث (ما يُقارب 780,000-890,000) ميل في الساعة. وتختلف المسافة وقوة حافة الغلاف الشمسي باختلاف مستوى نشاط هذه الرياح الشمسية. وتشير اكتشافات عام 1995م للكواكب خارج المجموعة الشمسية على امتلاك النجوم الأخرى لوسائل إعلام خاصة بها نظرًا لما يدور بين الكواكب.
حجم الفضاء بين الكواكب هو تقريبًا فراغ تام، ومسار حر وسطي بحجم وحدة فلكية واحدة في المسافة المدارية للأرض. مع هذا، هذه المساحة ليست خالية تمامًا، حيث أنها ممتلئة قليلًا بإشعاعات كونية، التي تشمل نواة ذرة متأينة ومختلف الأجسام دون الذرية. هنالك أيضًا غاز، بلازما، غبار، نيازك صغيرة، والعديد من أنواع الجزئيات العضوية التي اكتشفت إلى الآن بواسطة مطيافية الراديو.
يحتوي الفضاء بين الكواكب على الحقل المغناطيسي الذي تولده الشمس. هنالك أيضًا الأغلفة المغناطيسية التي تولد من قبل المشتري، زحل، عطارد، والأرض والتي تمتلك جميعها حقولها المغناطيسية الخاصة. التي تتشكل بتأثير الرياح الشمسية إلى شكل يقارب الدمعة، مع امتداد الذيل الطويل إلى الخارج خلف الكوكب. تستطيع هذه الحقول المغناطيسية أن تصيد جسيمات من الرياح الشمسية ومصادر أخرى، مما يؤدي إلى تكون أحزمة من الجسيمات المغناطيسية مثل حزام فان آلن الإشعاعي. تتعرض الكواكب التي لا تمتلك حقولًا مغناطيسية كالمريخ إلى التآكل التدريجي في الغلاف الجوي من قبل الرياح الشمسية.

### الفضاء البينجمي

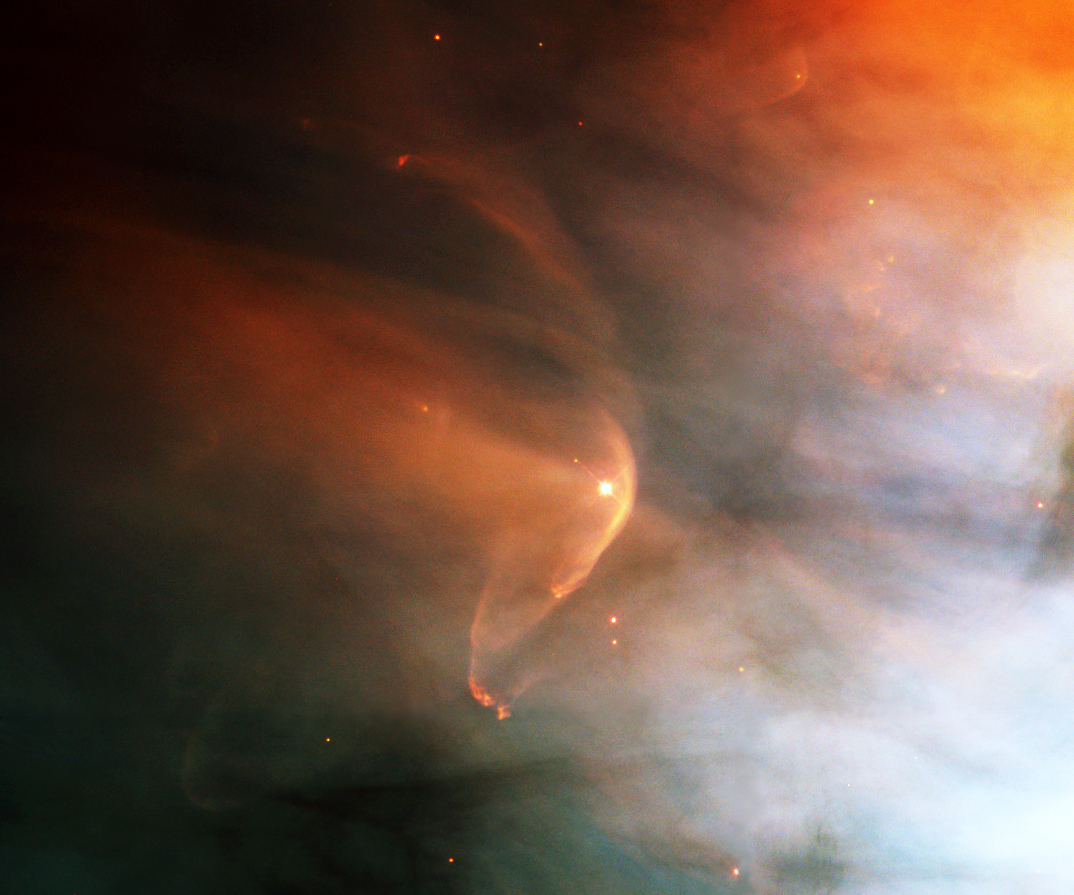
الإنحناء الصدمي الذي يشكله الغلاف المغناطيسي لنجمة السديم ناشئة عند اصطدامها بالسديم الجبار.

الفضاء البينجمي هو الحيز المادي داخل المجرة الذي لا تشغله نجوم أو أنظمة كوكبية. يحتل الوسط البينجمي مكانًا في الفضاء البينجمي. يبلغ متوسط كثافة المادة في هذه المنطقة حوالي106 جسيم/م، هذه تتفاوت من حد منخفض يساوي تقريبًا 104-105 في مناطق المادة المتناثرة ليصل إلى 108-1010 في السديم المظلم. يمكن أن تصل كثافتة مناطق تكون النجوم إلى 1012-1014 جسيم/م3. (وللمقارنة، كثافة الجو الأرضية هي بحدود 1025 جزيئة في المتر المكعب). تتكون حوالي 70% من هذه الكتلة من ذرات الهيدروجين الوحيد. وهذه تخصّب بذرات هيليوم وكذلك بكميات ضئيلة من ذرات أثقل تشكلت أثناء تفاعلات الانصهار النجمي. ويمكن أن تقذف هذه الذرات إلى الوسط النجمي بواسطة الرياح النجمية أو عندما تبدأ النجوم المتطورة بإزالة أغلفتها الخارجية كما يحدث خلال تكوّن السديم الكوكبي. سوف يولد الانفجار الكوكبي للمستعّر الفائق موجة الصدمة المتوسعة التي تتألف من المواد المقذوفة بالإضافة إلى الاشعة الكونية المجرية.
عدد من الجزيئات الموجودة في الفضاء البينجمي التي تدعى جزيئات الغبار يمكن أن تكون دقيقة جدًا لتصل إلى 0.1 ميكرومتر. وعدد الجزيئات المكتشفة عن طريق علم الفلك الراديوي في تزايد مستمر بمعدل أربع أصناف كل عام. تسمح المناطق الواسعة المكونة من مواد ذات كثافة عالية، المعروفة بالسحابات الجزيئية، بالتفاعل الكيميائي بما فيه خلق أصناف من المواد الحيوية ذات نواة ذرية متعددة والتي تسببها الصدمات. ويتم ذلك بسبب اختراق الإشعاعات الكونية ذات الطاقة العالية الهيدروجين البارد والمؤين مع الهليوم لينتج، مثلا، كاتيون ثلاثي الهيدروجين. وبالتالي، تنفصل للهليوم المؤينة لتنتج كاربون مؤين الذي يؤدي لتفاعلات مادة كيميائة حيوية.
متوسط البينجمي المحلي هو عبارة عن حقل يحتل مساحة 100 فرسخ نجمي عن الشمس، والذي استفاد من قربه وتفاعله مع النظام الشمسي. هذا الحجم يتوافق مع منطقة في الفضاء تدعى الفقاعة المحلية، التي تتميز بنقص شديد في الكثافة، واحتوائها على سحب باردة. فهو يُشكل تجويفًا في ذراع كوكبة الجوزاء من مجرة درب التبانة مع السحب الجزئية الكثيفة المحاطة على طول الحدود، كتلك الموجودة في أبراج الحواء والثور. (تتراوح المسافة الفعلية للحدود من هذا التجويف ما بين 60 إلى 250 فرسخ نجمي يحتوي هذا الحجم على حوالي 104 -105 نجم وغاز البينجمي الذي يوازن مراكز النجوم المحيطة بتلك النجوم، مع تفاوت حجم كل مجال تبعا للكثافة المحلية لمتوسط البينجمي. تحتوي الفقاعة المحلية على عشرات السحب البينجمية الدافئة مع درجات حرارة تصل إلى 7000 كالفن وكعبرة من 0، 5 - 5 فرسخ نجمي.
عندما تتحرك النجوم بسرعة غريبة عالية بما يكفي، يمكن للنجماء توليد صدمة القوس كما تصطدم بالحيز البينجمي. وعلى مدى عقود، افترض العُلماء بأن الشمس تحتوي صدمة القوس. ولكن في 2012م، أظهرت بيانات من مستكشف حدود النجوم ومن مسافري برنامج فويجار بأن صدمة قوس الشمس لا وجود لها. عوضا عن ذلك، يؤكد هؤلاء الكتاب أن موجة القوس أقل من سرعة الصوت، وتُحدد ابتداءً من تدفق الرياح الشمسية إلى منطقة البينجمي. ان صدمة القوس هي الحد الثالث لغلاف مركز النجوم، بعد صدمة المدمرة، والغلاف النجمي (والتي تُسمى أيضًا بحافة الغلاف الشمسي في النظام الشمسي).

### الفضاء بين المجرات

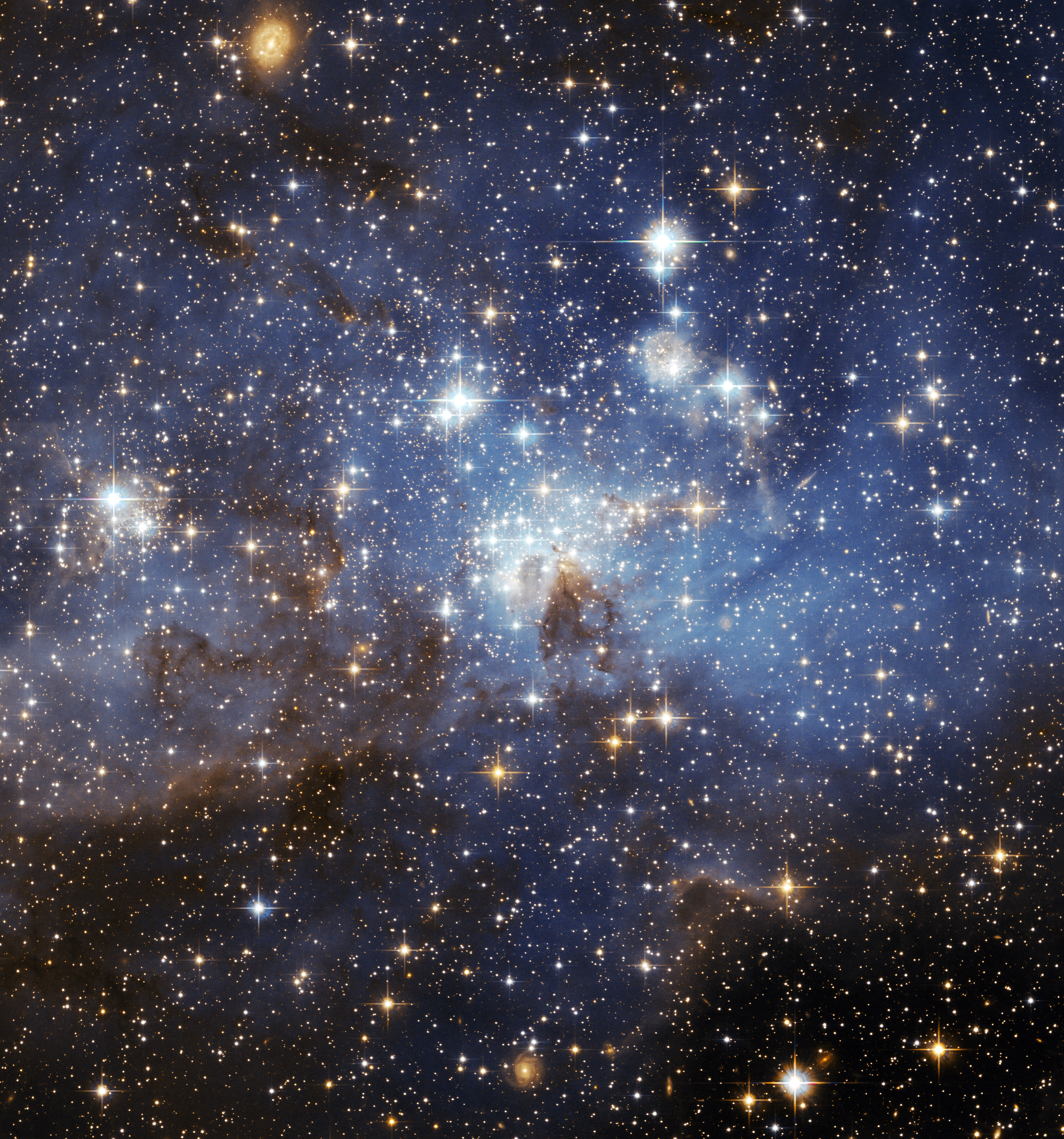
منطقة نشؤ نجمة في سحابة ماجلان الكبرى والتي تعتبر أقرب منطقة لمجرة باب التبانة التي تقع فيها الكرة الأرضية.

الفضاء بين المجرات هو المساحة الفعلية بين المجرات حيث تُسمى الفضاءات الواسعة بين عناقيد المجرة بالفراغات. وتحيط البلازما المتخلخلة بين المجرات والتي تنتظم في هياكل خيطان المجرات. تسمى هذه المادة محيط الفضاء بين المجرات وكثافتها تعادل ما بين خمسى أضعاف ومئتي ضعف كثافة الكون. وهي تتألف من أيونات الهيدروجين، أي بلازما مؤلفة من عدد بروتون مماثل للإلكترون. وعندما تتساقط الغازات في محيط فضاء المجرات من منطقة العدم، ترتفع حرارتها لتص ما بين 105 إلى 107 كلفن، وهي عالية لدرجة أن تصادم ذرتين فيما بينهما يملكان طاقة كافية تدفع الإلكترون لفك ترابطها والفلول من نواة ذرة الهيدروجين مما يجعلها مؤينة. وتظهر المحاكاة الحاسوبية أن نصف المواد الموجودة في الكون موجودة بحالة الدفء الحار المتخلخلة.
وتشير التقديرات الحالية أن متوسط كثافة الطاقة في الكون بما يعادل 5.9 بروتون لكل متر مكعب، بما في ذلك الطاقة المظلمة والمادة المظلمة والعادية والباب الباريوني، أو الذرات. فالذرات تشكل فقط 4,6% من اجمالي كثافة الطاقة، أو بمعنى آخر كثافة بروتون واحد لكل أربعة أمتار مكعبة. إلا أن كثافة الكون ليست محددة بدقة فهي تتراوح بين كثافة عالية نسبيًا في المجرات، بما في ذلك الكثافة العالية جدًا للهياكل داخل المجرات مثل الكواكب والنجوم والثقوب السوداء، إلى حالة الفراغات الفسيحة التي تحوي كثافة اقل من ذلك بكثير، على الأقل من حيث المادة المرئية.

## الاستكشافات والتطبيقات

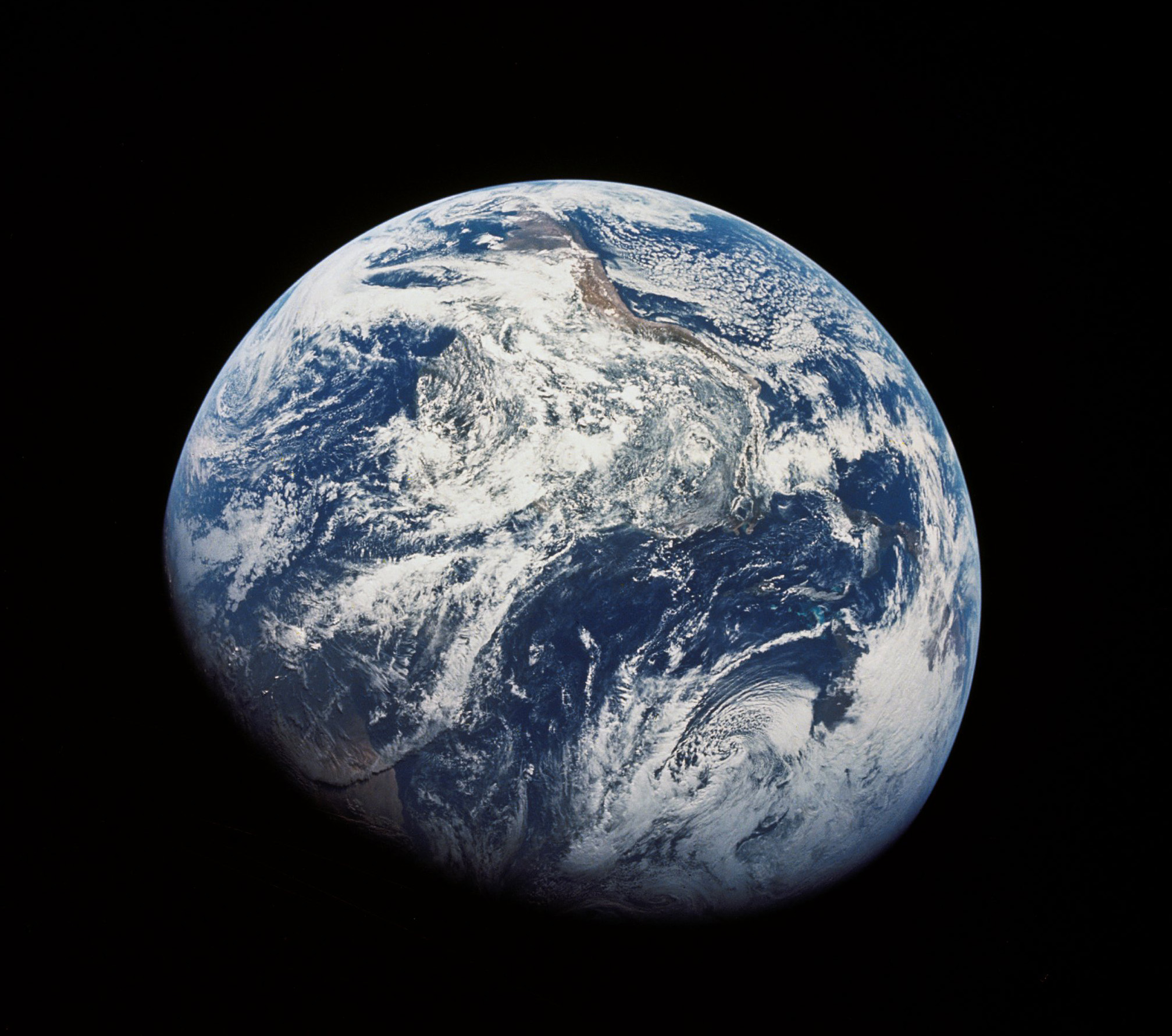
أول صورة التقطت للكرة الأرضية بواسطة رجال الفضاء خلال مهمة أبولو 8.

تم اكتشاف الفضاء عبر الجزء الأكبر من التاريخ البشري من خلال المراقبة عن بعد؛ بداية باستخدام العين المجردة ثم باستخدام التليسكوب. قبل حلول عصر تقنية الصواريخ، كان أبعد ما وصل إليه الإنسان من الفضاء الخارجي يتم بواسطة المناطيد. في سنة 1935م، بلغ المنطاد الأمريكي «اكسبلورر 2» ارتفاعا قدره 22 كم (14 ميل). تم تجاوز هذا الرقم بشكل كبير في سنة 1942 عندما أطلق الألمان صاروخ أي-4 الذي بلغ ارتفاع 80 كم (50 ميل). وفي سنة 1957 تم إطلاق القمر الصناعي سبوتنك 1 عن طريق الصاروخ الروسي أر-7، الذي استطاع الدوران حول الأرض على ارتفاع 215 – 939 كم (134 – 583 ميل). تبع ذلك أول رحلة فضاء للبشر في سنة 1961 عندما تم إرسال يوري غاغارين للمدار حول الأرض على متن مركبة فوستوك 1. أول من استطاع تجاوز مدار الأرض كان فرانك بورمان وجيم لوفل وويليام آندرس في سنة 1968 على متن المركبة أبولو8 التي حققت مدارًا قمريًا واستطاعت الابتعاد عن الأرض بمسافة 377,349 كم (234,474 ميل).
كانت «لونا 1» السوفيتية أول مركبة فضائية وصلت إلى سرعة الإفلات، وكان ذلك خلال رحلة بالقرب من القمر في سنة 1959م. وفي سنة 1961م، أصبحت «فينيرا 1» أول مسبار كوكبي؛ والتي اكتشفت وجود الرياح الشمسية واستطاعت التحليق بالقرب من كوكب الزهرة، بالرغم من فقدانها القدرة على الاتصال قبل وصولها إلى الزهرة. وكانت أول مهمة كوكبية ناجحة هي رحلة المركبة «مارينر 2» التي حلقت إلى كوكب الزهرة في سنة 1962. تعتبر مارينر 4 أول مركبة تمر بكوكب المريخ في عام 1964. منذ ذلك الوقت، درست المركبات الفضائية غير المأهولة جميع كواكب النظام الشمسي بنجاح، بالإضافة لأقمارها والعديد من الكواكب الصغيرة والمذنبات. إلى هذا اليوم، تظل هذه المركبات أداة أساسية لاستكشاف الفضاء الخارجي ومراقبة الأرض أيضًا. في أغسطس 2012، أصبحت فوياجر 1 أول صناعة إنسانية تترك النظام الشمسي وتدخل الفضاء البيننجمي.
يجعل غياب هواء الفضاء الخارجي (سطح القمر) مكانًا مثاليًا؛ لعلم الفلك على جميع الأطوال الموجية في الطيف الكهرومغناطيسي. كما يتضح من الصور المذهلة التي أعادها مرصد تلسكوب هابل الفضائي. مما سمح بمعاينة أضواء تعود إلى قبل 13.8 بليون سنة - تقريبًا إلى زمن الانفجار العظيم. مع هذا ليس كل موقع في الفضاء مناسب لوضع مرصد التلسكوب فيه. يبعث الغبار الموجود بين الكواكب إشعاع قريب بإمكان الأشعة تحت الحمراء أن تُغطي الانبعاث من المصادر الباهتة مثل الكواكب خارج المجموعة الشمسية. تحريك لمرصد الأشعة تحت الحمراء إلى مكان خارج موقع تواجد الغبار سيزيد فاعلية الجهاز بطريقة مماثلة، يمكن لموقع مثل فوهة دايدالوس الصدمية في الجانب البعيد من القمر أن تحمي مرقاب راديوي من تداخل ترددات الراديو التي تُعيق الملاحظات التي تتم من الأرض ويمكن للفراغ العميق في الفضاء أن يخلق بيئة جذابة لبعض العمليات الصناعية، مثل تلك التي تتطلب سطوحًا فائقة النظافة.
الفراغ العميق للفضاء يجعله عاملا جذابا للعديد من الصناعات بخاصة الصناعات التي تتطلب نظافة فائقة مثل صناعة الرقاقات الإلكترونية. إلا أن تحقيق هذا الحلم ما زال مكلفا وغير منتج للأن.

## اقرأ أيضا
| - موقع الأرض في الكون - القاعدة الأمامية البشرية - وسط بين كوكبي | - تبزر شامل - الفضاء والنجاة - علوم الفضاء | - محطة فضاء - تقنية الفضاء - رحلة فضائية |

## وصلات خارجية
- الفضاء الكوني Space نسخة محفوظة 12 يناير 2008 على موقع واي باك مشين.، مجلة تاريخ الطبيعة، فبراير 1998
- فضاء العالم الجديد
- موقع space.com